# Margaretenbrunnen (Telč)

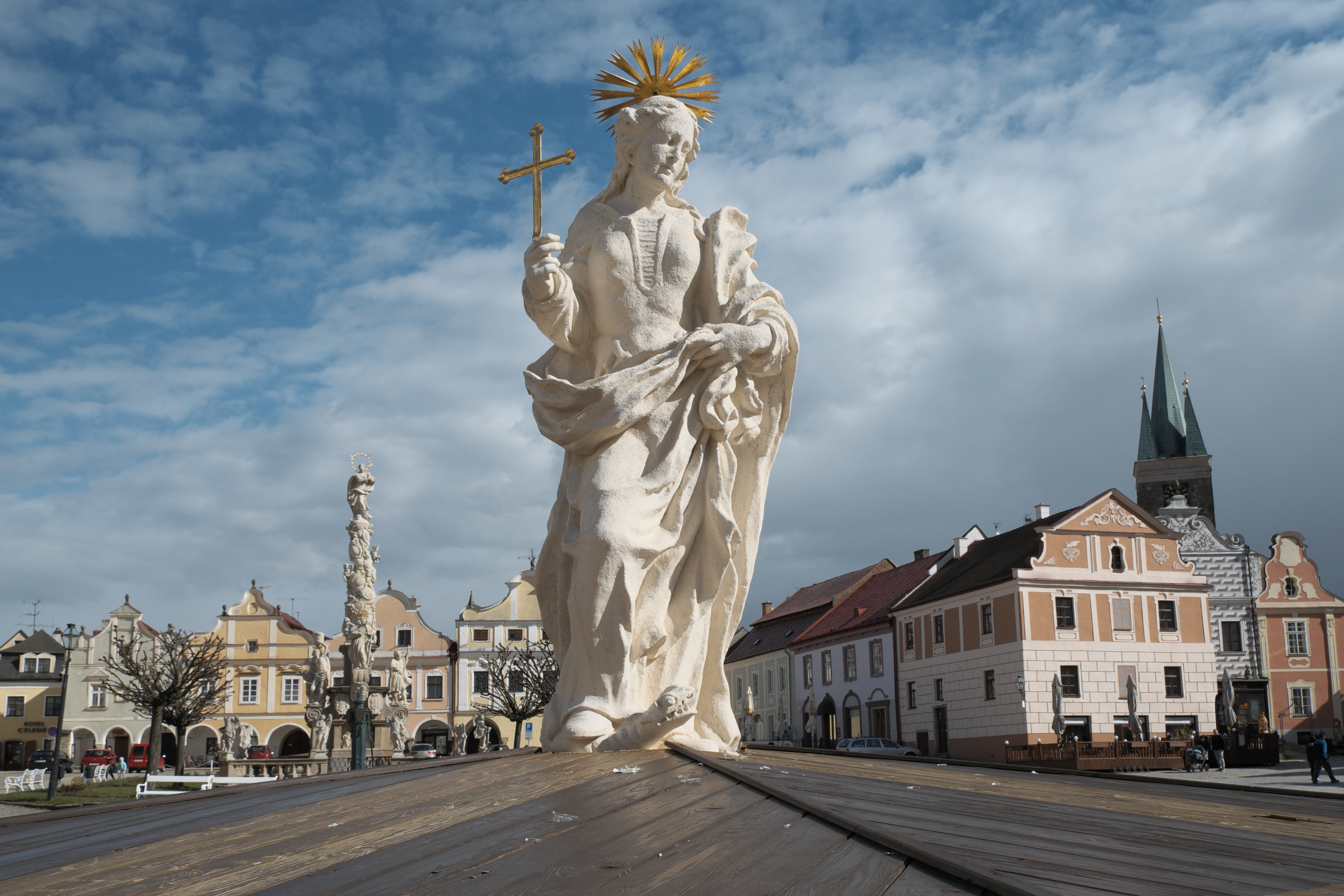
Margaretenbrunnen in Telč, im Hintergrund die Mariensäule

Der Margaretenbrunnen (tschechischer Name Dolní kašna für Unterer Brunnen) in Telč einer tschechischen Stadt im Okres Jihlava der Region Vysočina, wurde nach 1535 errichtet. Der Zierbrunnen auf der nördlichen Seite des Marktplatzes ist ein geschütztes Kulturdenkmal.
Der sechseckige Brunnen mit einer Steinfigur der heiligen Margareta von Antiochia entstand im Rahmen des Baus der Stadtwasserleitung.